# Isla Martín García
Martín García es una isla histórica del Río de la Plata, caracterizada por su basamento rocoso, y que pertenece a la República Argentina. Notablemente en la década de 1980 se fusionó de forma natural con la isla aluvional Timoteo Domínguez, perteneciente a Uruguay, pasando a conformar la única frontera seca entre ambos países.
Depende administrativamente del partido de La Plata, y forma parte integral de la provincia de Buenos Aires. De esta última, desde su incorporación a esa provincia por la sanción de la ley n.º 14411 el 19 de junio de 1955, siendo previamente un territorio no organizado bajo jurisdicción federal.
Desde la entrada en vigencia del Tratado del Río de la Plata de 1973, Uruguay abandonó sus reclamos sobre la jurisdicción de la isla, que quedó situada como un enclave en aguas de uso común para los dos países, pero rodeada del sector del Río de la Plata cuyo lecho y subsuelo fue adjudicado a Uruguay por el tratado.
Varias figuras políticas argentinas han sido detenidas y alojadas en la prisión de la isla por gobiernos militares, incluidos Hipólito Yrigoyen (1930), Juan Domingo Perón (1945) y Arturo Frondizi (1962).

## Reserva natural
La isla Martín García fue declarada reserva con destino a la formación de un parque nacional por decreto n.º 127934/1942 el 18 de agosto de 1942, pero el decreto n.º 1699/1943 de 6 de julio de 1943 anuló la declaración. La ley n.º 7580 de la provincia de Buenos Aires de 31 de diciembre de 1969 la declaró parque y reserva recreativa provincial.
El Tratado del Río de la Plata y su Frente Marítimo determinó la desmilitarización de la isla vedándola para usos militares y dispuso en su artículo 45: La Isla Martín García será destinada exclusivamente a reserva natural para la conservación y preservación de la fauna y flora autóctonas, bajo jurisdicción de la República Argentina. El tratado estableció también que sea la sede de la Comisión Administradora del Río de la Plata.
El 7 de abril de 1998 por ley n.º 12103 la provincia de Buenos Aires declaró a la isla reserva natural de uso múltiple.

## Geografía

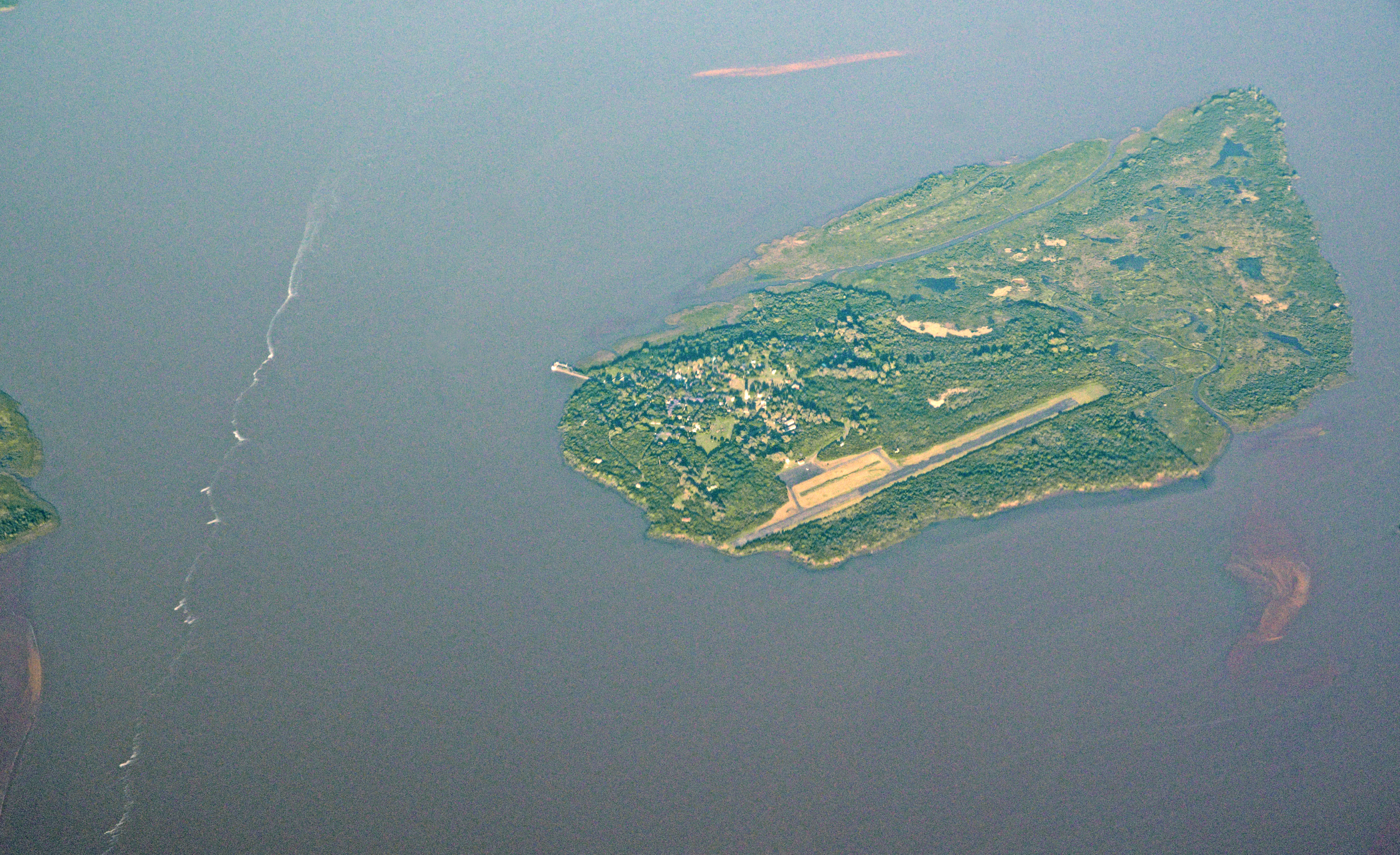
Vista satelital de ambas islas y de los islotes Hércules en 2019

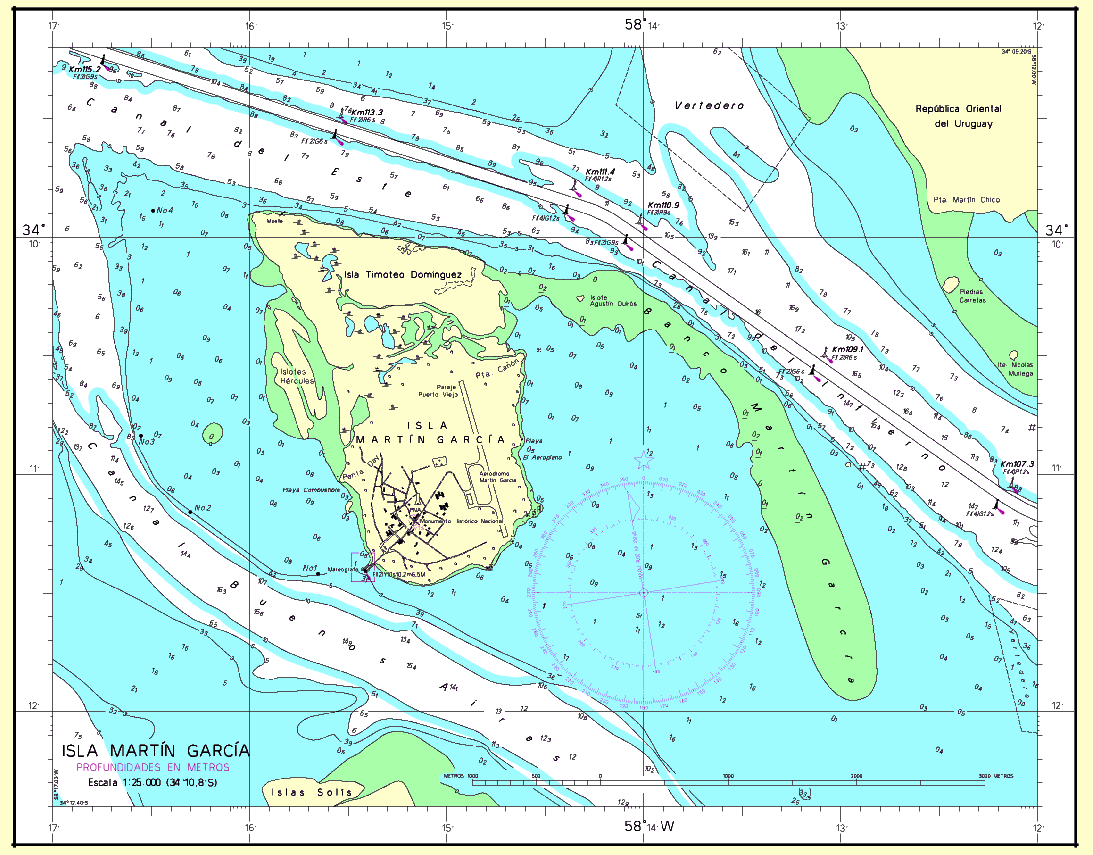
Plano náutico

Martín García está ubicada a 3,3 km de la punta de Martín Chico en Uruguay y a 1,5 km del grupo de islas aluvionales argentinas que integra la isla Oyarvide. Se encuentra prácticamente en la estratégica confluencia del río Uruguay con el Río de la Plata hacia las coordenadas geográficas: 34°11′00″S 58°15′10″O / -34.18333, -58.25278.
La isla cuenta con aproximadamente 168 hectáreas y una población estable aproximada a 200 habitantes. La Dirección de Islas del Ministerio de Gobierno de Buenos Aires se encarga de la conducción administrativa de la isla, y el Ministerio de Desarrollo Agrario de la provincia de Buenos Aires está a cargo de la preservación de la flora y de la fauna. 
Timoteo Domínguez se encuentra en el sector noroeste de Martín García y fue anteriormente conocida como punta Bauzá por Argentina, que disputó su posesión hasta 1973. Las dos islas se unieron naturalmente debido a la sedimentación aluvional, por lo cual, desde el acuerdo del 18 de junio de 1988 entre ambos gobiernos se ha establecido una frontera seca entre Martín García y Timoteo Domínguez. Otros depósitos aluvionales crearon frente a la costa noroeste de Martín García los islotes Hércules, actualmente fusionados y bajo soberanía uruguaya.

### La única frontera seca entre Argentina y Uruguay
Según el artículo 46 del Tratado del Río de la Plata, al unirse la isla Martín García a otra isla, en los sectores costeros que no dan a los canales del Este y del Infierno, el límite binacional deberá seguir el perfil de la isla Martín García que resulta de la carta H-118 Segunda Edición 1972, confeccionada por la Comisión Mixta Argentino-Uruguaya de Levantamiento Integral del Río de la Plata, y publicada por el Servicio de Hidrografía Naval de la República Argentina.
En la década de 1980, el arrastre aluvional de sedimentos, que son volcados por el río Paraná sobre el Río de la Plata, terminó por unir las islas Martín García y Timoteo Domínguez. La labor de identificar por donde debería correr la frontera internacional le fue encomendada a la Comisión Administradora del Río de la Plata (CARP), la cual resolvió la demarcación. El 19 de junio de 1988 en la Cancillería argentina se firmaron las notas reversales del protocolo sobre la demarcación del límite entre las islas Martín García y Timoteo Domínguez, las que fueron rubricadas por el ministro de relaciones exteriores de la Argentina Dante Caputo y su par del Uruguay Luis Barrios Tassano. Este pequeño tramo limítrofe constituye la única frontera terrestre entre ambos países.

### Geología
A diferencia de sedimentarias islas vecinas del Delta del Paraná, la isla Martín García es un pequeño afloramiento de rocas precámbricas del Macizo de Brasilia, con una antigüedad de 1800 millones de años, su longitud es de aproximadamente 3 km y su ancho medio es de 1,5 km. Se encuentra ubicada a 3,5 km de la costa uruguaya, y a 36,8 km de la ciudad de San Isidro —la ribera continental argentina más próxima—. Tiene una superficie de 184 ha y una altura máxima de 27 m s. n. m. Sus costas están compuestas por playas naturales usualmente de fragmentos de rocas de basamento cristalino o menos comúnmente de arenas.
Está rodeada por los sedimentos que transportan los ríos Paraná, Uruguay y de la Plata. A 1.527 m al sudoeste de Martín García se encuentran las islas Solís las cuales son las islas argentinas más cercanas, las que son de reciente formación a partir de los aluviones y la sedimentación de los ríos mencionados. Se considera que en un tiempo relativamente pequeño —a escalas geológicas— la isla Martín García estará dentro del Delta del Paraná. Su expansión es de 3 a 5 dm por año.
Las graníticas rocas de la isla Martín García fueron utilizadas, junto con las del sistema de Tandilia, para realizar gran parte del adoquinado de la ciudad de Buenos Aires entre fines del siglo XIX y la primera mitad del siglo XX.

### Flora

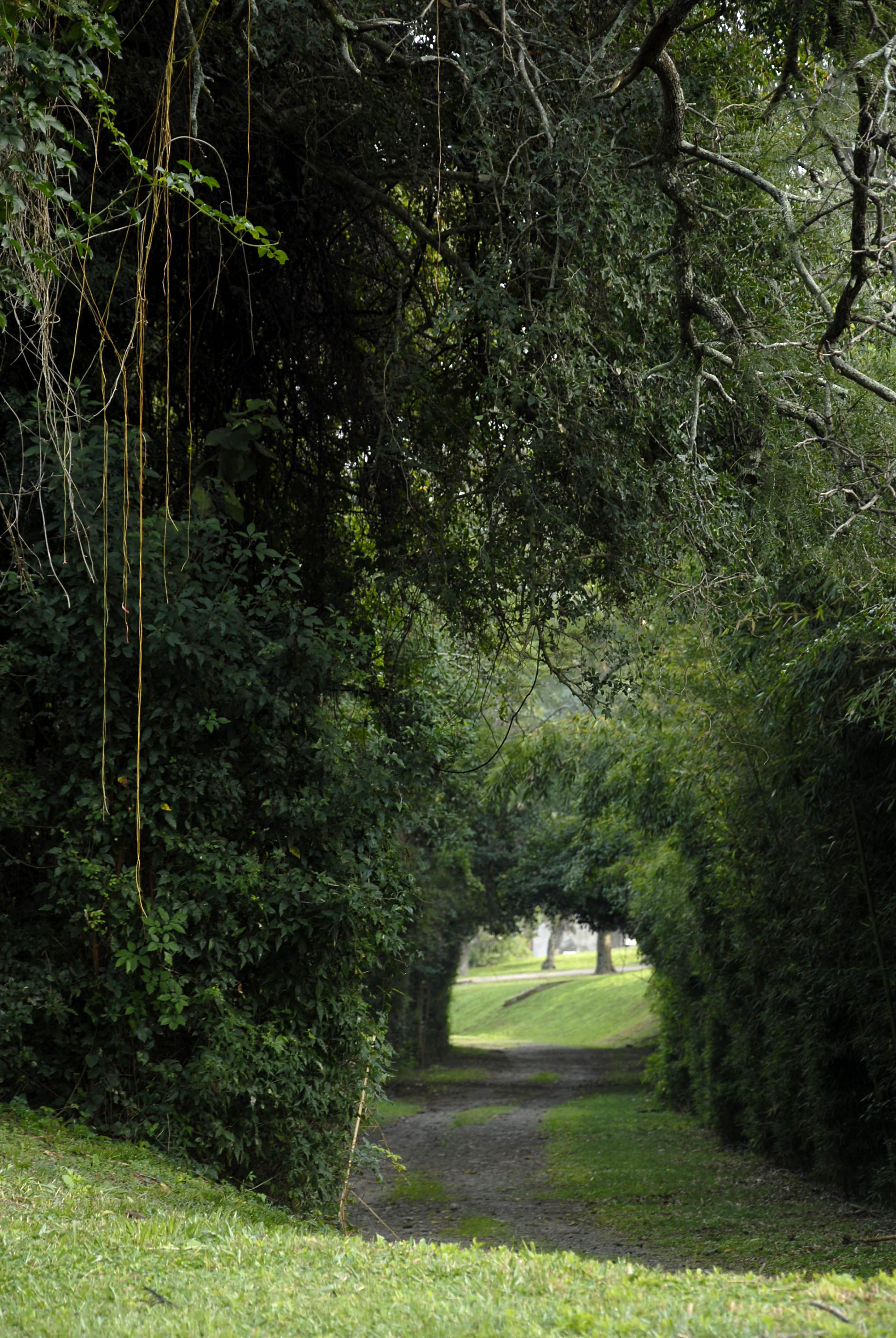
Vegetación.

Los biomas predominantes son el Bosque en galería en donde abundan el ceibo, y el laurel criollo, el espinal o monte seco (semejante al Chaco seco) donde medra el espinillo, los cardones y el lapachillo; el "arenal" poblado de coronillos, y las playas con juncales y bosques de transición entre dichos biomas. El higuerón se encuentra en los diversos sectores, en total se encuentran más de 800 especies de plantas.
El artículo 63 del Tratado del Río de la Plata encomendó a la Comisión Administradora la construcción y administración del parque a la Memoria de los Héroes Comunes a ambos países. El parque cuenta con 10 ha y en él se erigió en 1979 un monumento diseñado por el arquitecto uruguayo Samuel Flores Flores.

### Fauna

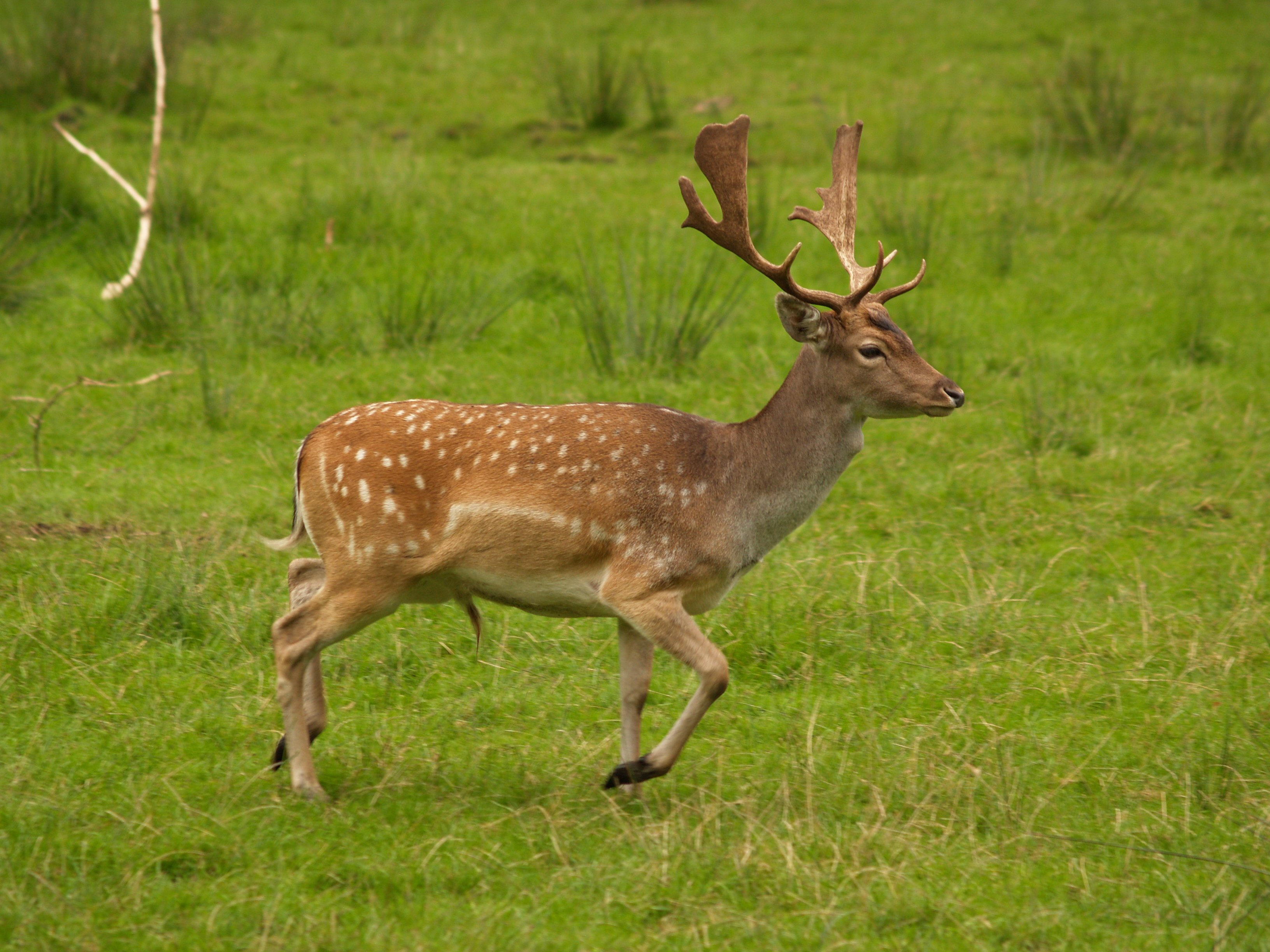
La consanguinidad parece haber extinguido al comenzar el siglo XXI a la población isleña introducida de ciervo dama.

La fauna mediana y mayor, sin contar los peces, está compuesta principalmente por aves, con más de 250 especies, entre las que se destacan los picaflores que cuentan con cuatro especies, el gavilán, crespines, teros, horneros, biguás, garzas, chimangos, cotorras, cardenales, sietecolores, palomas, gorriones, jilgueros, calandrias, caburés, lechuzas, etc.; les siguen los reptiles: lagartos, lagartijas, yararás, diversos quelonios (varias especies de tortugas acuáticas), yacarés (ocasional), anfibios como el escuerzo; mamíferos como coipos (o nutrias roedoras), y ocasionalmente carpinchos, y  ciervos de los pantanos; la nutria gigante o ariray fue extinguida a fines de los 1950s. La población del introducido ciervo dama parece haberse extinguido a comienzos del siglo XXI.

## Historia

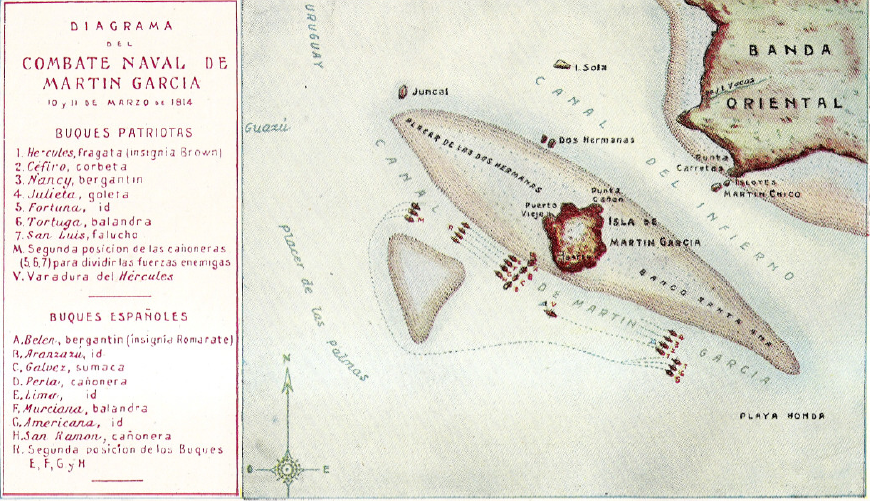
Combate de Martín García.

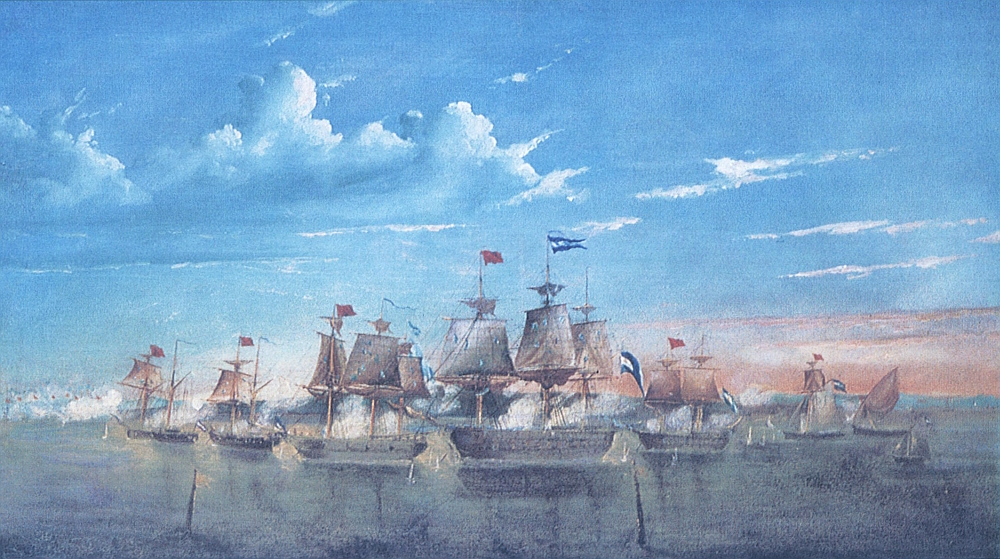
Pintura de José Murature sobre el combate de Martín García.

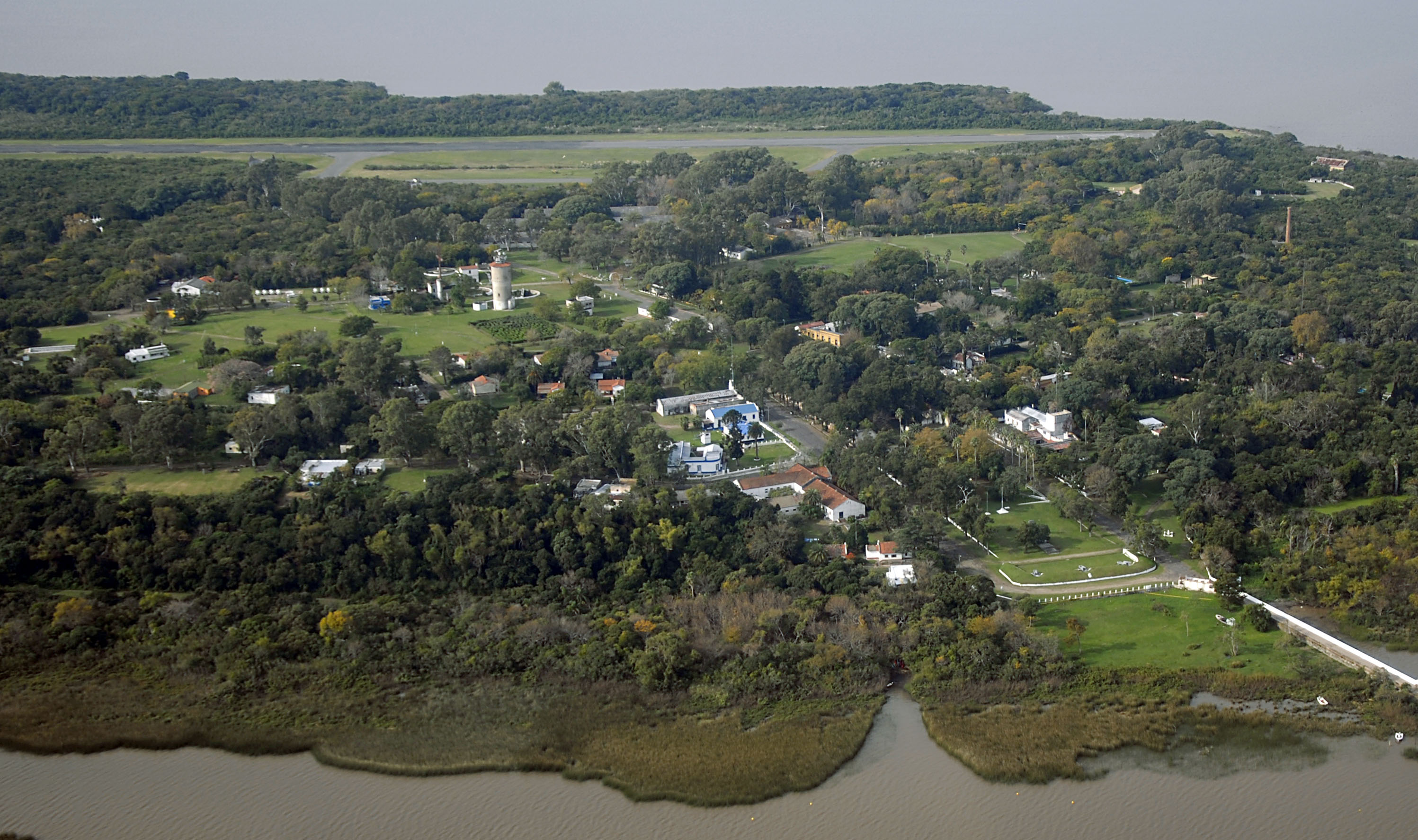
Vista aérea de la isla.

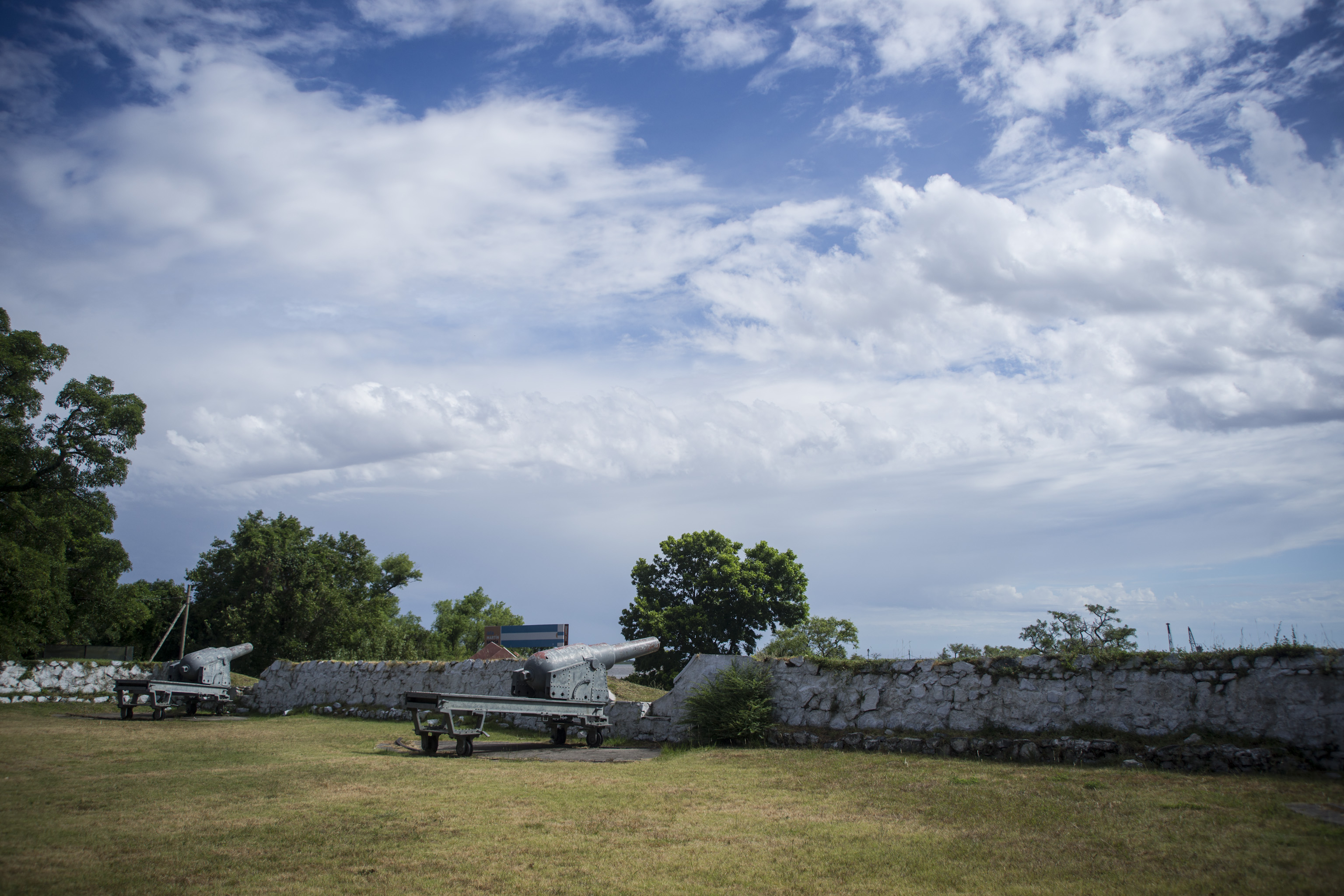
Antiguos cañones.

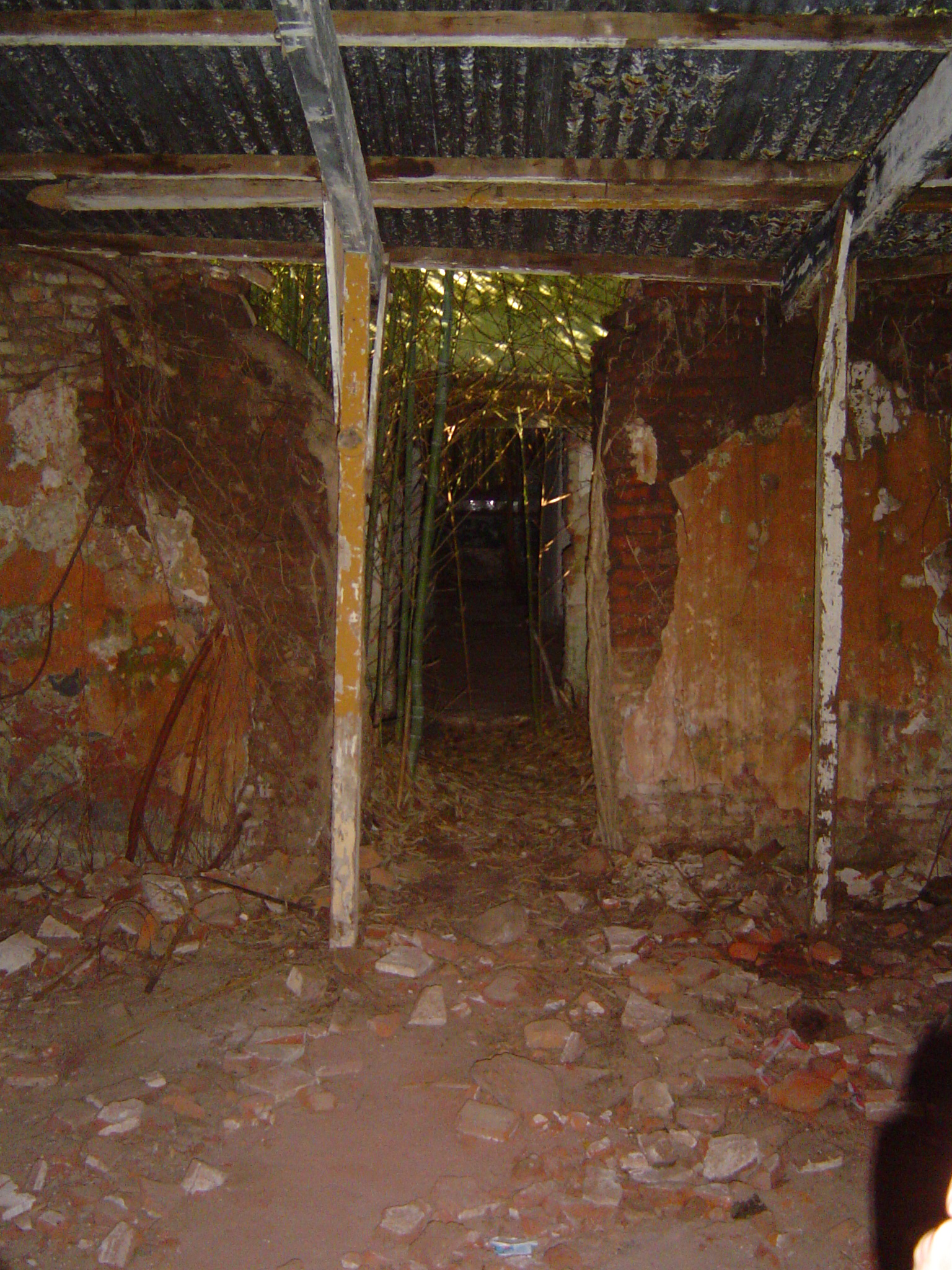
Ruinas de una vivienda.

La isla Martín García se hallaba en el área que charrúas y guaraníes chandules disputaban y fue descubierta por europeos en la expedición de Juan Díaz de Solís en 1516. Debe su nombre al despensero de la expedición, Martín García, quien murió a bordo y en su honor fue clavada una cruz en la isla con su nombre, donde además se ofició la primera misa en el Río de la Plata. Aunque se dice que fue sepultado en la isla, esto es erróneo, ya que, según las costumbres de las época, se arrojó su cuerpo al mar. 
Ese desembarco fue el primero fehacientemente comprobado que europeos produjeron en territorio de la actual Argentina. Posteriormente la isla fue disputada permanentemente por España y Portugal debido a su estratégica posición en medio del cauce principal del río y como puerta de entrada a sus principales tributarios, los ríos Paraná y Uruguay.
El 2 de noviembre de 1762 fue ocupada por los españoles, durante la Primera expedición de Cevallos a Río Grande y desde 1765 funcionó como cárcel y lugar de destierro, al mando de un comandante del Presidio de Martín García que contaba con una guarnición de soldados del Regimiento de Infantería de Buenos Aires. Al crearse el Virreinato del Río de la Plata el primer virrey, Pedro de Cevallos, la fortificó y convirtió en guarnición militar.
Iniciada la Campaña Naval de 1814, entre el 10 y 15 de marzo de ese año se produjo el combate de Martín García entre las fuerzas navales realistas al mando de Jacinto de Romarate y la flota de Buenos Aires al mando de Guillermo Brown. Luego del desembarco y asalto de la isla por las fuerzas de Brown, fue evacuada por los realistas quedando en manos de las Provincias Unidas del Río de la Plata.
En 1826, durante la guerra del Brasil, fue ocupada brevemente por las fuerzas brasileñas y liberada nuevamente por Brown, quien la artilló.
La isla fue escenario de otros combates durante el proceso del surgimiento del Estado Argentino. Durante el Bloqueo francés al Río de la Plata contra el gobierno de Juan Manuel de Rosas en la provincia de Buenos Aires, Martín García fue atacada y tomada el 11 de octubre de 1838 por fuerzas francesas coaligadas con el Partido Colorado de Uruguay y el Partido Unitario argentino, produciéndose el Combate de Martín García (1838). La isla fue devuelta en noviembre de 1840. Posteriormente fue ocupada por fuerzas de Montevideo aliadas a los unitarios exiliados. En 1843 fue recuperada por las tropas federales de Rosas, pero en septiembre de 1845 Giuseppe Garibaldi la reconquistó para Montevideo. En 1852 fue devuelta a la Confederación Argentina. Durante la Guerra entre la Confederación Argentina y el Estado de Buenos Aires se produjeron dos nuevos combates en torno a la isla: Combate de Martín García (1853) y Combate de Martín García (1859).
En 1850 Domingo Faustino Sarmiento propuso fundar en la isla la ciudad de Argirópolis como capital de un estado que reuniría a —por lo menos— la Argentina, el Uruguay y el Paraguay. Antes y durante la Conquista del Desierto —iniciada formalmente en 1879—funcionó como campo de concentración de la población originaria derrotada y  miles de indígenas fueron confinados allí. Desde 1886 fue jurisdicción de la Armada Argentina.
Ya en 1900 existía en la isla un presidio y un lazareto además de importantes baterías de artillería, también en esa época la isla era una de las canteras proveedoras de piedra para el adoquinado de la ciudad de Buenos Aires. En 1936 se instalaron las fuerzas de defensa de la Zona del Plata y más tarde la Sub-área Naval del Plata, y en 1950 se creó el Centro Provisorio de Reclutamiento.
La isla Martín García fue declarada reserva con destino a la formación de un parque nacional por decreto n.º 127934/1942 de 18 de agosto de 1942, pero el decreto n.º 1699/1943 de 6 de julio de 1943 anuló la declaración.
A cambio del reconocimiento de la soberanía argentina sobre la isla Martín García, Argentina debió reconocer la soberanía uruguaya de la isla Timoteo Domínguez —un banco aluvional hoy ya adosado al borde norte de Martín García—. La solución adoptada, si bien no conformó a ninguna de las partes, permitió llegar a una fórmula de mal menor, en el límite de lo aceptable para ambas.
Por otra parte, se delimitó un deslinde que acota la extensión de Martín García hacia el norte y al sudeste, porque teniendo en cuenta el enorme arrastre aluvional existente en la zona, se previó que se produciría su unión con la isla Timoteo Domínguez, de jurisdicción uruguaya, cosa que ya es realidad. La adición aluvional que se deposite en los frentes de Martín García que miran al canal de Martín García —o «Buenos Aires»—, y al canal del Infierno pertenecerá a la Argentina, en virtud del art. 46.
En 1985 la Armada transfirió a la provincia de Buenos Aires la propiedad de los edificios e instalaciones existentes en la isla.
En la actualidad la isla es un destino turístico en el cual se pueden visitar -entre varias otras cosas- el antiguo "Barrio Chino", los restos de las fortificaciones, del lazareto y del presidio, así como la flora y fauna nativa. Aunque con una producción pequeña, es famoso el pan dulce elaborado en Martín García.

### La isla como prisión para presidentes

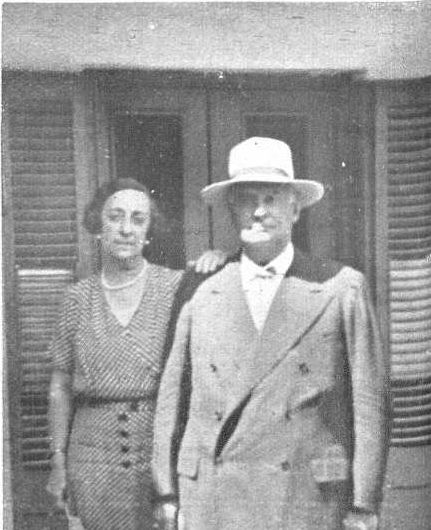
Regina Pacini visita a su esposo, el expresidente Marcelo T. de Alvear, cuando este último estuvo en prisión en 1933.

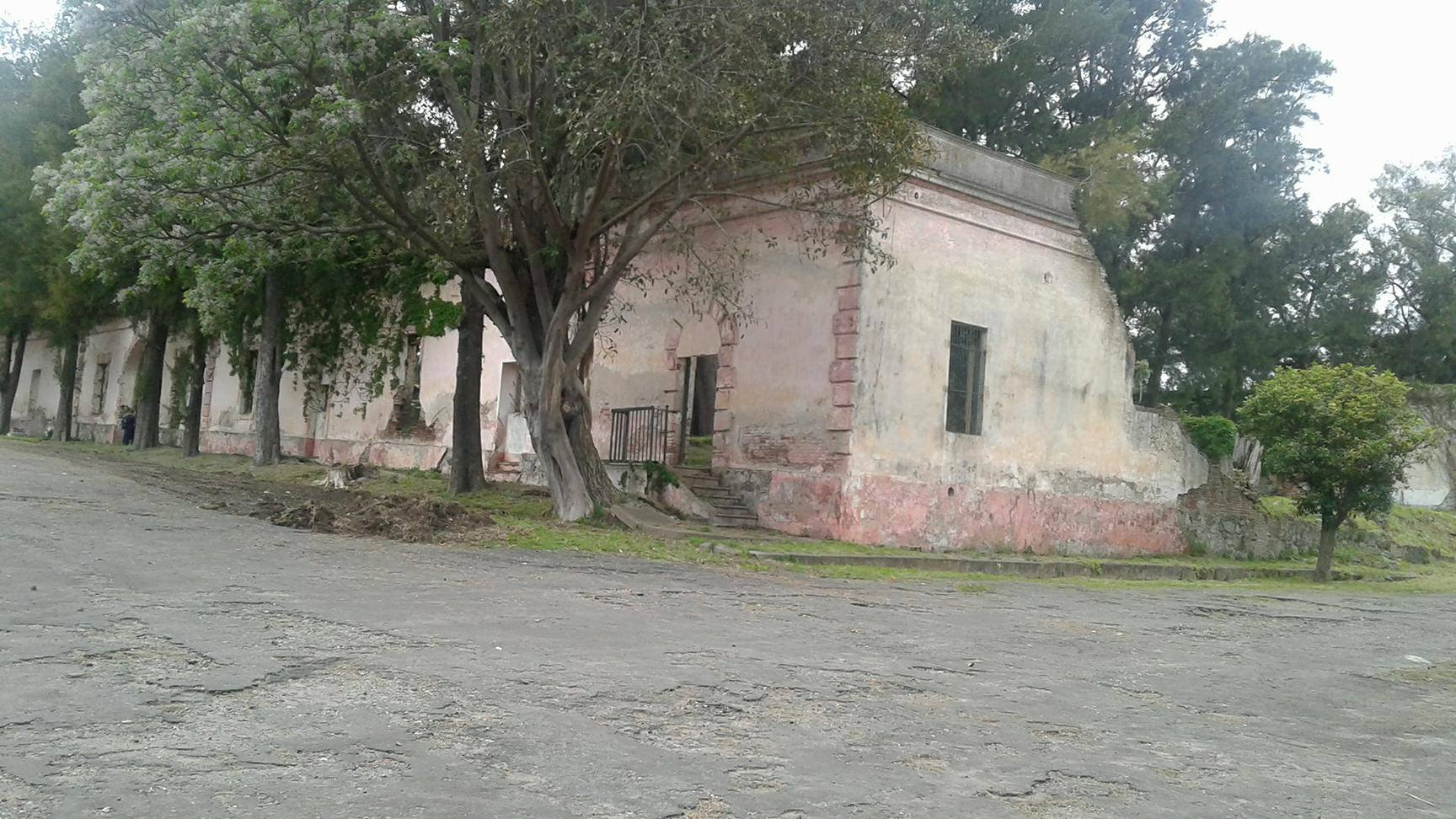
Ruinas de la Cárcel de Martín García

Durante la primera parte del siglo XX la isla se hizo famosa por ser el lugar de confinamiento de presidentes o importantes políticos derrocados. Luego del golpe de Estado de 1930 que derrocó a Hipólito Yrigoyen, este fue trasladado a la cárcel de la isla. A esa misma cárcel fue preso el expresidente Marcelo Torcuato de Alvear en dos oportunidades. En 1945, el poder militar encarceló a Juan Domingo Perón, pero fue liberado cuando el 17 de octubre una multitud se reunió en Plaza de Mayo para pedir su libertad. Más tarde, el 29 de marzo de 1962 los militares se llevaron preso a Arturo Frondizi, siendo este el presidente que más tiempo estuvo en la isla, pasando un total de un año y medio.

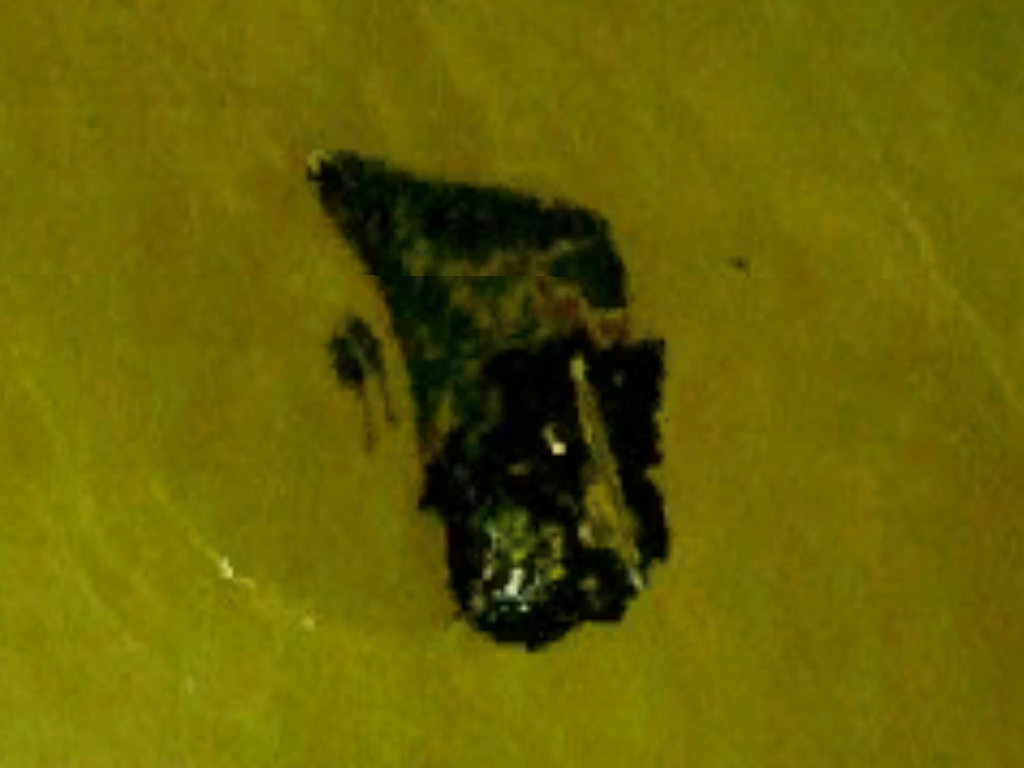
Vista satelital de la isla en junio de 2006.

Mayo es el mes en que el Poeta Universal Rubén Darío escribió su famoso poema “La Marcha Triunfal” en la Isla Martín García, ubicada a 45 kilómetros de Buenos Aires, Argentina. Canto épico pletórico de “imágenes, decoración y música” dedicado al 85 aniversario de la independencia de Argentina. Poema escrito en las noches del 23 y 24 de mayo de 1895, leído por el poeta boliviano Jaímes Freyre en el Ateneo de Buenos Aires, el 25 de Mayo y publicado  al siguiente día con inusitados elogios por el Diario La Nación.

## Población
La isla cuenta con un pequeño pueblo, Martín García llegó a tener una población aproximada de 4.500 habitantes, pero fue disminuyendo con el tiempo. La población estable en el 2025 es de 120 personas (aproximadamente).
La isla cuenta con un aeródromo.